# Jamie Murray
Jamie Robert Murray (Glasgow, 13 de febrer de 1986) és un tennista professional escocès especialitzat en dobles, on ha aconseguit ser primer del rànquing mundial. El seu joc és esquerrà. És el germà major del també tennista Andy Murray, que també fou número 1 del rànquing però individualment.
En el seu palmarès destaquen un total de set títols de Grand Slam, dos títols de Grand Slam en dobles masculins i cinc més en dobles mixts. Els títols de dobles masculins els va aconseguir junt a Bruno Soares, mentre que els de dobles mixts amb Jelena Janković, Martina Hingis i Bethanie Mattek-Sands. Ha acumulat un total de 26 títols de dobles masculins amb diversos companys, però especialment amb èxit al costat de Soares.
És integrant de l'equip britànic de Copa Davis, amb el qual van guanyar l'edició de 2015, país que tornava a guanyar el títol després de 79 anys de sequera.

## Biografia
Fill de Judy i William Murray, té un germà un any més petit, Andy, que també és tennista professional però es dedica bàsicament al circuit individual, tot i que han jugat diversos torneigs junts, especialment en l'equip de Copa Davis.Quan tenia nou anys es van separar els seus pares i ambdós germans van anar a viure amb el seu pare i va estudiar a l'institut Dunblane High School, fins que la seva mare es va encarregar de la seva educació i entrenaments de tennis.
El 1996, als 10 anys, Murray va sobreviure a la Massacre de Dunblane, en la qual 16 xiquets i un mestre van ser assassinats en una escola primària. Murray es va amagar en l'oficina del director durant el tràgic fet, encara que ha dit que no recorda gens sobre aquell moment.
Gràcies als seus bons resultats en l'etapa juvenil, fou un dels escollits per estudiar a The Leys School de Cambridge per tal de continuar la seva formació tennística amb entrenadors nacionals. Com que només tenia tretze anys i era massa petit per assistir a The Leys School, inicialment va estudiar a l'escola St Faith's School, de la mateixa població. Com que estava aïllat de la resta de companys d'entrenaments i no es va adaptar als entrenaments, a final de curs va decidir tornar a casa.
L'any 2009 va començar una relació amb la colombiana Alejandra Gutiérrez, amb la qual es va casar el 28 d'octubre de 2010 a Dunblane.
El 25 d'octubre de 2016 fou distingit com a Oficial de l'Orde de l'Imperi Britànic (OBE) per la reina Elisabet II en reconeixement dels èxits obtinguts en el món del tennis.

## Torneigs de Grand Slam

### Dobles masculins: 5 (2−3)
| Resultat  | Núm. | Any  | Torneig          | Parella      | Oponents                                   | Marcador         |
| --------- | ---- | ---- | ---------------- | ------------ | ------------------------------------------ | ---------------- |
| Finalista | 1.   | 2015 | Wimbledon        | John Peers   | Jean-Julien Rojer Horia Tecău              | 6−7(5), 4−6, 4−6 |
| Finalista | 2.   | 2015 | US Open          | John Peers   | Pierre-Hugues Herbert Nicolas Mahut        | 4−6, 4−6         |
| Guanyador | 1.   | 2016 | Open d'Austràlia | Bruno Soares | Daniel Nestor Radek Štěpánek               | 2−6, 6−4, 7−5    |
| Guanyador | 2.   | 2016 | US Open          | Bruno Soares | Pablo Carreño Busta Guillermo García López | 6−2, 6−3         |
| Finalista | 3.   | 2021 | US Open (2)      | Bruno Soares | Rajeev Ram Joe Salisbury                   | 6−3, 2−6, 2−6    |

### Dobles mixts: 8 (5−3)
| Resultat  | Núm. | Any  | Torneig          | Parella               | Oponents                         | Marcador         |
| --------- | ---- | ---- | ---------------- | --------------------- | -------------------------------- | ---------------- |
| Guanyador | 1.   | 2007 | Wimbledon        | Jelena Janković       | Alicia Molik Jonas Björkman      | 6−4, 3−6, 6−1    |
| Finalista | 1.   | 2008 | US Open          | Liezel Huber          | Cara Black Leander Paes          | 6−7(6), 4−6      |
| Guanyador | 2.   | 2017 | Wimbledon (2)    | Martina Hingis        | Heather Watson Henri Kontinen    | 6−4, 6−4         |
| Guanyador | 3.   | 2017 | US Open          | Martina Hingis        | Chan Hao-ching Michael Venus     | 6−1, 4−6, [10−8] |
| Finalista | 2.   | 2018 | Wimbledon        | Viktória Azàrenka     | Nicole Melichar Alexander Peya   | 6−7(1), 3−6      |
| Guanyador | 4.   | 2018 | US Open (2)      | Bethanie Mattek-Sands | Alicja Rosolska Nikola Mektić    | 2−6, 6−3, [11−9] |
| Guanyador | 5.   | 2019 | US Open (3)      | Bethanie Mattek-Sands | Chan Hao-ching Michael Venus     | 6−2, 6−3         |
| Finalista | 3.   | 2020 | Open d'Austràlia | Bethanie Mattek-Sands | Barbora Krejčíková Nikola Mektić | 7−5, 4−6, [1−10] |

## Palmarès

### Dobles masculins: 65 (34−31)
| Llegenda (pre/post 2009)                                  |
| --------------------------------------------------------- |
| Grand Slams (2−3)                                         |
| Tennis Masters Cup / ATP Finals (0−0)                     |
| ATP Masters Series / ATP World Tour Masters 1000 (1−6)    |
| ATP International Series Gold / ATP World Tour 500 (9−11) |
| ATP International Series / ATP World Tour 250 (22−11)     |

| Títols per superfície |
| --------------------- |
| Dura (25−22)          |
| Gespa (3−4)           |
| Terra batuda (6−5)    |

| Resultat  | Núm. | Data                   | Torneig                          | Superfície   | Parella       | Oponents                              | Marcador             |
| --------- | ---- | ---------------------- | -------------------------------- | ------------ | ------------- | ------------------------------------- | -------------------- |
| Finalista | 1.   | 30 de juliol de 2006   | Los Angeles, Estats Units        | Dura         | Eric Butorac  | Bob Bryan Mike Bryan                  | 2−6, 4−6             |
| Finalista | 2.   | 1 d'octubre de 2006    | Bangkok, Tailàndia               | Dura (i)     | Andy Murray   | Jonathan Erlich Andy Ram              | 2−6, 6−2, [4−10]     |
| Guanyador | 1.   | 18 de febrer de 2007   | San José, Estats Units           | Dura (i)     | Eric Butorac  | Chris Haggard Rainer Schüttler        | 7−5, 7−6(6)          |
| Guanyador | 2.   | 25 de febrer de 2007   | Memphis, Estats Units            | Dura (i)     | Eric Butorac  | Jürgen Melzer Julian Knowle           | 7−5, 6−3             |
| Guanyador | 3.   | 24 de juny de 2007     | Nottingham, Regne Unit           | Gespa        | Eric Butorac  | Joshua Goodall Ross Hutchins          | 4−6, 6−3, [10−5]     |
| Guanyador | 4.   | 17 de febrer de 2008   | Delray Beach, Estats Units       | Dura         | Max Mirnyi    | Bob Bryan Mike Bryan                  | 6−4, 3−6, [10−6]     |
| Finalista | 3.   | 20 d'abril de 2008     | Estoril, Portugal                | Terra batuda | Kevin Ullyett | Jeff Coetzee Wesley Moodie            | 2−6, 6−4, [8−10]     |
| Finalista | 4.   | 21 de juny de 2008     | Nottingham                       | Gespa        | Jeff Coetzee  | Bruno Soares Kevin Ullyett            | 2−6, 6−7(5)          |
| Guanyador | 5.   | 6 de novembre de 2010  | València, Espanya                | Dura (i)     | Andy Murray   | Mahesh Bhupathi Max Mirnyi            | 7−6(8), 5−7, [10−7]  |
| Guanyador | 6.   | 23 de setembre de 2011 | Metz, França                     | Dura (i)     | André Sá      | Lukáš Dlouhý Marcelo Melo             | 6−4, 7−6(7)          |
| Guanyador | 7.   | 9 d'octubre de 2011    | Tòquio, Japó                     | Dura         | Andy Murray   | František Čermák Filip Polášek        | 6−1, 6−4             |
| Finalista | 5.   | 5 de febrer de 2012    | Marsella, França                 | Dura (i)     | Paul Hanley   | Nicolas Mahut É. Roger-Vasselin       | 4−6, 6−7(4)          |
| Guanyador | 8.   | 14 d'abril de 2013     | Houston, Estats Units            | Terra batuda | John Peers    | Bob Bryan Mike Bryan                  | 1−6, 7−6(3), [12−10] |
| Guanyador | 9.   | 28 de juliol de 2013   | Gstaad, Suïssa                   | Terra batuda | John Peers    | Pablo Andújar G. García López         | 6−3, 6−4             |
| Guanyador | 10.  | 29 de setembre de 2013 | Bangkok                          | Dura (i)     | John Peers    | Tomasz Bednarek Johan Brunström       | 6−3, 3−6, [10−6]     |
| Finalista | 6.   | 6 d'octubre de 2013    | Tòquio                           | Dura         | John Peers    | Rohan Bopanna É. Roger-Vasselin       | 6−7(5), 4−6          |
| Guanyador | 11.  | 4 de maig de 2014      | Múnic, Alemanya                  | Terra batuda | John Peers    | Colin Fleming Ross Hutchins           | 6−4, 6−2             |
| Finalista | 7.   | 15 de juny de 2014     | Londres, Regne Unit              | Gespa        | John Peers    | Alexander Peya Bruno Soares           | 6−4, 6−7(4), [4−10]  |
| Finalista | 8.   | 23 d'agost de 2014     | Winston-Salem, Estats Units      | Dura         | John Peers    | J.S. Cabal Robert Farah               | 3−6, 4−6             |
| Finalista | 9.   | 28 de setembre de 2014 | Kuala Lumpur, Malàisia           | Dura (i)     | John Peers    | Marcin Matkowski Leander Paes         | 6−3, 6−7(5), [5−10]  |
| Guanyador | 12.  | 11 de gener de 2015    | Brisbane, Austràlia              | Dura         | John Peers    | Alexandr Dolgopolov Kei Nishikori     | 6−3, 7−6(4)          |
| Finalista | 10.  | 15 de febrer de 2015   | Rotterdam, Països Baixos         | Dura (i)     | John Peers    | Jean-Julien Rojer Horia Tecău         | 6−3, 3−6, [8−10]     |
| Finalista | 11.  | 26 d'abril de 2015     | Barcelona, Espanya               | Terra batuda | John Peers    | Marin Draganja Henri Kontinen         | 3−6, 7−6(6), [9−11]  |
| Finalista | 12.  | 12 de juliol de 2015   | Wimbledon, Regne Unit            | Gespa        | John Peers    | Jean-Julien Rojer Horia Tecău         | 6−7(5), 4−6, 4−6     |
| Guanyador | 13.  | 2 d'agost de 2015      | Hamburg, Alemanya                | Terra batuda | John Peers    | J.S. Cabal Robert Farah               | 2−6, 6−3, [10−8]     |
| Finalista | 13.  | 13 de setembre de 2015 | US Open, Estats Units            | Dura         | John Peers    | P-H. Herbert Nicolas Mahut            | 4−6, 4−6             |
| Finalista | 14.  | 25 d'octubre de 2015   | Viena, Àustria                   | Dura (i)     | John Peers    | Łukasz Kubot Marcelo Melo             | 6−4, 6−7(3), [6−10]  |
| Finalista | 15.  | 1 de novembre de 2015  | Basilea, Suïssa                  | Dura (i)     | John Peers    | Alexander Peya Bruno Soares           | 5−7, 5−7             |
| Guanyador | 14.  | 16 de gener de 2016    | Sydney, Austràlia                | Dura         | Bruno Soares  | Rohan Bopanna Florin Mergea           | 6−3, 7−6(6)          |
| Guanyador | 15.  | 31 de gener de 2016    | Open d'Austràlia, Austràlia      | Dura         | Bruno Soares  | Daniel Nestor Radek Štěpánek          | 2−6, 6−4, 7−5        |
| Finalista | 16.  | 17 d'abril de 2016     | Montecarlo, Mònaco               | Terra batuda | Bruno Soares  | P-H. Herbert Nicolas Mahut            | 6−4, 0−6, [6−10]     |
| Finalista | 17.  | 31 de juliol de 2016   | Toronto, Canadà                  | Dura         | Bruno Soares  | Ivan Dodig Marcelo Melo               | 4−6, 4−6             |
| Guanyador | 16.  | 11 de setembre de 2016 | US Open                          | Dura         | Bruno Soares  | Pablo Carreño Busta G. García López   | 6−2, 6−3             |
| Finalista | 18.  | 14 de gener de 2017    | Sydney                           | Dura         | Bruno Soares  | Wesley Koolhof Matwé Middelkoop       | 3−6, 5−7             |
| Guanyador | 17.  | 4 de març de 2017      | Acapulco, Mèxic                  | Dura         | Bruno Soares  | John Isner Feliciano López            | 6−3, 6−3             |
| Guanyador | 18.  | 19 de juny de 2017     | Stuttgart, Alemanya              | Gespa        | Bruno Soares  | Oliver Marach Mate Pavić              | 6−7(4), 7−5, [10−5]  |
| Guanyador | 19.  | 25 de juny de 2017     | Londres                          | Gespa        | Bruno Soares  | Julien Benneteau É. Roger-Vasselin    | 6−2, 6−3             |
| Finalista | 19.  | 20 d'agost de 2017     | Cincinnati, Estats Units         | Dura         | Bruno Soares  | P-H. Herbert Nicolas Mahut            | 6−7(6), 4−6          |
| Finalista | 20.  | 8 d'octubre de 2017    | Tòquio (2)                       | Dura         | Bruno Soares  | Ben McLachlan Yasutaka Uchiyama       | 4−6, 6−7(1)          |
| Finalista | 21.  | 6 de gener de 2018     | Doha, Qatar                      | Dura         | Bruno Soares  | Oliver Marach Mate Pavić              | 2−6, 6−7(6)          |
| Guanyador | 20.  | 3 de març de 2018      | Acapulco (2)                     | Dura         | Bruno Soares  | Bob Bryan Mike Bryan                  | 7−6(4), 7−5          |
| Finalista | 22.  | 24 de juny de 2018     | Londres (2)                      | Gespa        | Bruno Soares  | Henri Kontinen John Peers             | 4−6, 3−6             |
| Guanyador | 21.  | 5 d'agost de 2018      | Washington DC, Estats Units      | Dura         | Bruno Soares  | Mike Bryan É. Roger-Vasselin          | 3−6, 6−3, [10−4]     |
| Guanyador | 22.  | 19 d'agost de 2018     | Cincinnati                       | Dura         | Bruno Soares  | J.S. Cabal Robert Farah               | 4−6, 6−3, [10−6]     |
| Finalista | 23.  | 14 d'octubre de 2018   | Xangai, Xina                     | Dura         | Bruno Soares  | Łukasz Kubot Marcelo Melo             | 4−6, 2−6             |
| Guanyador | 23.  | 12 de gener de 2019    | Sydney (2)                       | Dura         | Bruno Soares  | J.S. Cabal Robert Farah               | 6−4, 6−3             |
| Finalista | 24.  | 28 d'abril de 2019     | Barcelona (2)                    | Terra batuda | Bruno Soares  | J.S. Cabal Robert Farah               | 4−6, 6−7(4)          |
| Finalista | 25.  | 29 d'agost de 2020     | Cincinnati (2)                   | Dura         | Neal Skupski  | Pablo Carreño Busta Alex de Minaur    | 2−6, 5−7             |
| Finalista | 23.  | 1 de novembre de 2020  | Viena, Àustria (2)               | Dura (i)     | Neal Skupski  | Łukasz Kubot Marcelo Melo             | 6−7(5), 5−7          |
| Guanyador | 24.  | 14 de novembre de 2020 | Sofia, Bulgària                  | Dura (i)     | Neal Skupski  | Jürgen Melzer É. Roger-Vasselin       | Renúncia             |
| Guanyador | 25.  | 7 de febrer de 2021    | Melbourne, Austràlia             | Dura         | Bruno Soares  | J.S. Cabal Robert Farah               | 6−3, 7−6(7)          |
| Finalista | 27.  | 12 de setembre de 2021 | US Open (2)                      | Dura         | Bruno Soares  | Rajeev Ram Joe Salisbury              | 6−3, 2−6, 2−6        |
| Guanyador | 26.  | 31 d'octubre de 2021   | Sant Petersburg, Rússia          | Dura (i)     | Bruno Soares  | Andrey Golubev Hugo Nys               | 6−3, 6−4             |
| Finalista | 28.  | 20 de febrer de 2022   | Rio de Janeiro, Brasil           | Terra batuda | Bruno Soares  | Simone Bolelli Fabio Fognini          | 5−7, 7−6(2), [6−10]  |
| Guanyador | 27.  | 27 d'agost de 2022     | Winston-Salem                    | Dura         | Matthew Ebden | Hugo Nys Jan Zieliński                | 6−4, 6−2             |
| Finalista | 29.  | 8 de gener de 2023     | Adelaida, Austràlia              | Dura         | Michael Venus | Lloyd Glasspool Harri Heliövaara      | 3−6, 6−7(3)          |
| Guanyador | 28.  | 12 de febrer de 2023   | Dallas, Estats Units             | Dura         | Michael Venus | Nathaniel Lammons Jackson Withrow     | 1−6, 7−6(4), [10−7]  |
| Guanyador | 29.  | 23 d'abril de 2023     | Banja Luka, Bòsnia i Hercegovina | Terra batuda | Michael Venus | Francisco Cabral Aleksandr Nedovyesov | 7−5, 6−2             |
| Guanyador | 30.  | 27 de maig de 2023     | Ginebra, Suïssa                  | Terra batuda | Michael Venus | Marcel Granollers Horacio Zeballos    | 7−6(6), 7−6(3)       |
| Finalista | 30.  | 20 d'agost de 2023     | Cincinnati (3)                   | Dura         | Michael Venus | Máximo González Andrés Molteni        | 6−3, 1−6, [9−11]     |
| Guanyador | 31.  | 26 de setembre de 2023 | Zhuhai, Xina                     | Dura         | Michael Venus | Nathaniel Lammons Jackson Withrow     | 6−4, 6−4             |
| Finalista | 31.  | 22 d'octubre de 2023   | Tòquio (3)                       | Dura         | Michael Venus | Rinky Hijikata Max Purcell            | 4−6, 1−6             |
| Guanyador | 32.  | 24 de febrer de 2024   | Doha                             | Dura         | Michael Venus | Lorenzo Musetti Lorenzo Sonego        | 7−6(0), 2−6, [10−8]  |
| Guanyador | 33.  | 27 d'octubre de 2024   | Basilea                          | Dura (i)     | John Peers    | Wesley Koolhof Nikola Mektić          | 6−3, 7−5             |
| Guanyador | 34.  | 9 de novembre de 2024  | Belgrad, Sèrbia                  | Dura (i)     | John Peers    | Ivan Dodig Skander Mansouri           | 3−6, 7−6(5), [11−9]  |

### Dobles mixts: 8 (5−3)
| Títols per superfície |
| --------------------- |
| Dura (3−2)            |
| Gespa (2−1)           |
| Terra batuda (0−0)    |

| Resultat  | Núm. | Data                   | Torneig                     | Superfície | Parella               | Oponents                         | Marcador         |
| --------- | ---- | ---------------------- | --------------------------- | ---------- | --------------------- | -------------------------------- | ---------------- |
| Guanyador | 1.   | 8 de juliol de 2007    | Wimbledon, Regne Unit       | Gespa      | Jelena Janković       | Alicia Molik Jonas Björkman      | 6−4, 3−6, 6−1    |
| Finalista | 1.   | 8 de setembre de 2008  | US Open, Estats Units       | Dura       | Liezel Huber          | Cara Black Leander Paes          | 6−7(6), 4−6      |
| Guanyador | 2.   | 16 de juliol de 2017   | Wimbledon (2)               | Gespa      | Martina Hingis        | Heather Watson Henri Kontinen    | 6−4, 6−4         |
| Guanyador | 3.   | 10 de setembre de 2017 | US Open                     | Dura       | Martina Hingis        | Chan Hao-ching Michael Venus     | 6−1, 4−6, [10−8] |
| Finalista | 2.   | 15 de juliol de 2018   | Wimbledon                   | Gespa      | Viktória Azàrenka     | Nicole Melichar Alexander Peya   | 6−7(1), 3−6      |
| Guanyador | 4.   | 9 de setembre de 2018  | US Open (2)                 | Dura       | Bethanie Mattek-Sands | Alicja Rosolska Nikola Mektić    | 2−6, 6−3, [11−9] |
| Guanyador | 5.   | 8 de setembre de 2019  | US Open (3)                 | Dura       | Bethanie Mattek-Sands | Chan Hao-ching Michael Venus     | 6−2, 6−3         |
| Finalista | 3.   | 2 de febrer de 2020    | Open d'Austràlia, Austràlia | Dura       | Bethanie Mattek-Sands | Barbora Krejčíková Nikola Mektić | 7−5, 4−6, [1−10] |

### Equips: 1 (1−0)
| Resultat  | Núm. | Data                      | Torneig                   | Superfície       | Equip                              | Oponents                                                   | Marcador |
| --------- | ---- | ------------------------- | ------------------------- | ---------------- | ---------------------------------- | ---------------------------------------------------------- | -------- |
| Guanyador | 1.   | 27−29 de novembre de 2015 | Copa Davis, Gant, Bèlgica | Terra batuda (i) | Kyle Edmund Andy Murray James Ward | Ruben Bemelmans Kimmer Coppejans Steve Darcis David Goffin | 3−1      |

## Trajectòria

### Dobles masculins
| Open d'Austràlia | A   | 1R    | 1R    | 1R          | A           | 2R          | 1R    | 1R          | 2R          | 3R          | G     | 1R          | 2R          | QF          | 2R          | SF    | 3R | 2R | 1R | 1 / 17    | 22 − 16   |
| Roland Garros | A   | 1R    | 1R    | 1R          | 1R          | 2R          | 1R    | 2R          | 3R          | 3R          | 3R    | QF          | 2R          | 1R          | QF          | 3R    | 2R | 3R |    | 0 / 17    | 20 − 17   |
| Wimbledon | 1R  | 3R    | 3R    | 1R          | 1R          | 2R          | 2R    | 1R          | 3R          | F           | QF    | 2R          | QF          | 1R          | NC          | 2R    | 3R | QF |    | 0 / 17    | 26 − 17   |
| US Open | A   | 2R    | 1R    | A           | A           | 1R          | 1R    | QF          | 1R          | F           | G     | QF          | QF          | SF          | QF          | F     | 2R | 2R |    | 1 / 15    | 34 − 14   |
| Jocs Olímpics | NC  | NC    | 2R    | No celebrat | No celebrat | No celebrat | 1R    | No celebrat | No celebrat | No celebrat | 1R    | No celebrat | No celebrat | No celebrat | No celebrat | 2R    | NC | NC |    | 0 / 4     | 2 − 4     |
| ATP World Tour Finals | A   | A     | A     | A           | A           | A           | A     | A           | A           | RR          | SF    | SF          | SF          | A           | A           | RR    |    |    |    | 0 / 5     | 9 − 9     |
| Total Victòries−Derrotes                                                                                                   | 7−6 | 30−24 | 30−31 | 5−16        | 8−9         | 30−26       | 19−27 | 36−21       | 37−25       | 46−26       | 45−20 | 47−23       | 41−20       | 38−25       | 23−17       | 28−21 |    |    |    | 474 − 339 | 474 − 339 |
| Rànquing a final d'any | 77  | 32    | 28    | 105         | 57          | 35          | 75    | 30          | 42          | 7           | 4     | 9           | 7           | 23          | 24          | 19    |    |    |    |           |           |
| Llegenda: G: Guanyador; F: Finalista; SF: Semifinalista; QF: Quarts de final; Q: Qualificació; A: Absent; RR: Round Robin; |     |       |       |             |             |             |       |             |             |             |       |             |             |             |             |       |    |    |    |           |           |

### Dobles mixts
| Open d'Austràlia | A           | 2R          | 2R          | A           | 1R          | 1R  | A           | 1R          | 2R          | QF  | A           | 2R          | QF          | F           | 2R  | A  | QF  | 0 / 12  | 15 − 12 |
| Roland Garros | A           | QF          | A           | A           | SF          | A   | A           | 1R          | 2R          | QF  | A           | 1R          | A           | NC          | 1R  |    | 2R  | 0 / 8   | 8 − 8   |
| Wimbledon | G           | SF          | SF          | 1R          | 2R          | A   | 1R          | QF          | A           | A   | G           | F           | 2R          | NC          | A   | 2R | 2R  | 2 / 12  | 28 − 10 |
| US Open | SF          | F           | A           | A           | 1R          | A   | A           | A           | 2R          | A   | G           | G           | G           | NC          | 1R  | 1R | 2R  | 3 / 10  | 24 − 7  |
| Jocs Olímpics | No celebrat | No celebrat | No celebrat | No celebrat | No celebrat | A   | No celebrat | No celebrat | No celebrat | 1R  | No celebrat | No celebrat | No celebrat | No celebrat | A   | NC | NC  | 0 / 1   | 0 − 1   |
| Total Victòries−Derrotes                                                                                                   | 9−1         | 9−4         | 4−2         | 0−1         | 4−4         | 0−1 | 0−1         | 2−3         | 2−3         | 4−3 | 10−0        | 11−3        | 8−2         | 4−1         | 1−3 |    | 5−4 | 73 − 36 | 73 − 36 |
| Llegenda: G: Guanyador; F: Finalista; SF: Semifinalista; QF: Quarts de final; Q: Qualificació; A: Absent; RR: Round Robin; |             |             |             |             |             |     |             |             |             |     |             |             |             |             |     |    |     |         |         |

## Guardons
- ATP Doubles Team of the Year: 2016 (amb Bruno Soares)